# Велзебур, Симона
Симона Катарина Мария Велзебур (нидерл. Simone Catharina Maria Velzeboer; род.15 апреля 1967 года в деревне Уд-Аде, провинция Южная Голландия) — нидерландская конькобежка, специализирующаяся в шорт-треке. Участвовала в Олимпийских играх 1988 и 1992 годов. 4-хкратная призёр чемпионатов мира по шорт-треку. 

## Спортивная карьера
Симона Велзебур, как и её младшая сестра Моник и братья Марк Велзебур и Алекс Велзебур родилась и выросла на ферме. Она первая пошла кататься на коньках, и остальные члены семьи последовали её примеру, а родители поддержали это. Они ходили в конькобежный клуб "IHCL" в Лейдене, где был 200-метровый каток. Там впервые и познакомилась Симона с шорт-треком. Некоторое время она совмещала катание на длинной дорожке с шорт-треком.
В 1985 году у себя на родине на чемпионате мира в Амстердаме выиграла бронзу в эстафете вместе с Иоландой де Фриз, Мануэлой Оссендрейвер и Эсмеральдой Оссендрейвер. В следующем году на чемпионате мира в Шамони вновь заработала бронзу эстафеты, но уже вместе с сестрой Моник Велзебур, которая заменила Иоланду де Фриз. Незадолго до Олимпиады между семьями Велзебур и Оссендрейвер возник скандал, в котором дело дошло до суда. Тренер национальной сборной отстранил сестёр Оссендрейвер от ближайших турниров. 
На Олимпийских играх в Калгари, где шорт-трек был демонстрационным видом спорта, Симона участвовала, как и Моник на дистанции 500 метров, в полуфинале она упала и сломала позвонок, что принесло ей 8 место, в отличий от сестры, занявшей 1 место. После Олимпиады 1988 года, Симона проходила долгую реабилитацию. В 1990 года она вновь оказалась в сборной. В 1991 году на первом командном чемпионате мира в Сеуле она выиграла бронзовую медаль и опять вместе с сестрой. 
В 1992 году на мировом первенстве в чемпионате мира в Денвере Симона наконец выиграла серебряную медаль в эстафете. В том же году на  зимней Олимпиаде в Альбервиле она участвовала снова на 500 метров, но заняла только 25 место. А в эстафете сборная Нидерландов была одним из фаворитов, но не смогли пройти в финал и заняли 6-е место. Из-за старой травмы позвоночника Симона завершила карьеру спортсменки.

## Карьера после спорта
Симона закончила медицинскую школу Лейденского университета. Обучалась в педиатрическом академическом медицинском центре в Амстердаме и в медицинском центре Маастрихтского университета. С апреля 2002 года и по-настоящее время работает педиатром в больнице святой Анны «st. anna ziekenhuis» в Гелдропе.